# Oligosarcus varii
Oligosarcus varii es una especie de pez carácido de agua dulce que integra el género Oligosarcus. Habita en el centro-este de América del Sur.

## Taxonomía
Oligosarcus varii fue descrita para la ciencia en el año 2015, por los ictiólogos Naércio Aquino Menezes y Alexandre Cunha Ribeiro.
Localidad tipo
La localidad tipo referida es: “São Marcos, río São Marcos, cerca de la planta hidroeléctrica “PCH Rio São Marcos”, en las coordenadas: 29°02′13″S 51°05′39″O / -29.03694, -51.09417, cuenca del río Yacuí, estado de Río Grande del Sur, Brasil”.
Holotipo
El ejemplar holotipo designado es el catalogado como: MCP 31148. Es una hembra adulta la cual midió 184 mm de longitud. Fue colectada por A. R. Cardoso y V. A. Bertaco el 13 de septiembre de 2012.
Fue depositada en las colecciones del Museo de Ciencias y Tecnología de la Pontificia Universidad Católica de Río Grande del Sur (MCP), Porto Alegre, estado de Río Grande del Sur, Brasil.
Etimología
Etimológicamente el epíteto específico varii es un epónimo que refiere al apellido de la persona a quien le fue dedicada la especie, Richard P. Vari, en agradecimiento a su destacada contribución al conocimiento de la ictiofauna dulceacuícola sudamericana.

## Características
Morfológicamente, Oligosarcus varii es similar a 2 especies simpátricas: O. jenynsii y O. jacuiensis, de las que se distingue por tener una región interorbital más dilatada y las aletas pectorales más cortas; además, de O. jenynsii también se puede distinguir por exhibir un diámetro orbital menor. 
Su cuerpo es moderadamente grande para el promedio del género; los especímenes adultos capturados, rondaron entre 181 y 197 mm de largo total.

## Distribución geográfica
Esta especie es un endemismo del río Yacuí, que discurre en las llanuras costeras del estado de Río Grande del Sur, en el sur de Brasil. Si bien solo se conoce de su localidad tipo, se cree que su geonemia probablemente sea más amplia dentro de la cuenca del Guaíba.
Adscripción ecorregional
Ecorregionalmente, esta especie es exclusiva de la ecorregión de agua dulce laguna dos Patos.
Especies simpátricas
Es un hecho bastante inusual que 4 especies del clado de tierras bajas del género Oligosarcus sean simpátricas en la cuenca del río Yacuí, además de Oligosarcus varii fueron descritas para esas aguas O. robustus Menezes, 1969, O. jenynsii (Günther, 1864) y O. jacuiensis Menezes & Ribeiro, 2010.
Estas especies habitan en ambientes acuáticos de regiones costeras de tierras bajas; morfológicamente tienen formas corporales muy similares y se las puede distinguir especialmente por diferencias merísticas y morfométricas.

## Conservación
Ateniéndose a los parámetros definidos por la organización internacional dedicada a la conservación de los recursos naturales Unión Internacional para la Conservación de la Naturaleza (IUCN), al no poseer este pez mayores peligros, se recomendó que sea clasificado como una especie bajo “preocupación menor” en la obra: Lista Roja de Especies Amenazadas.